# 張超 (成化進士)
張超（1440年—？），字能達，江西安福縣人，中都鳳陽衛軍籍，明朝政治人物。進士出身。

## 生平
早年出身國子生，成化四年（1468年）戊子科應天鄉試第一百二十六名舉人。成化十一年（1475年）乙未科會試第九十一名，殿試登進士第三甲第一百八十六名。

## 家族
曾祖父張蘭友。祖父張志良。父亲張憲爵。